# Droga I/10 (Czechy)
Droga I/10 (cz. Silnice I/10) – droga krajowa I kategorii w północnych Czechach będąca przedłużeniem autostrady D10 z Pragi jest najkrótszym połączeniem stolicy Czech z Polską i Jelenią Górą. Trasa prowadzi w pobliżu dużego ośrodka turystycznego – Harrachova. Na całej długości jest fragmentem szlaku E65.